# Streefgewicht
Het streefgewicht is de term waarmee het gezonde lichaamsgewicht wordt aangeduid. In de volksmond wordt echter onder streefgewicht verstaan het gewenste te bereiken gewicht. Bijvoorbeeld bij mensen die afvallen door middel van een dieet.

## Dialyse
Bij dialysepatiënten wordt onder streefgewicht de goede hydratatietoestand van het lichaam ná een dialysebehandeling verstaan. Het streefgewicht wordt bepaald door tijdens een opeenvolgende reeks van dialysebehandelingen het lichaamsgewicht te corrigeren tot de juiste hydratatietoestand is bereikt.
Het streefgewicht (en daarmee de hydratatietoestand van het lichaam) kan worden gecontroleerd door middel van een röntgenfoto van de borstkas (thoraxfoto), een echo van het hart of door echo van de vena cava.